# Den milde Dag er lys og lang
Den milde Dag er lys og lang er en dansk sang med musik af Carl Nielsen og tekst af Aage Berntsen. Den indgår i Nielsens Fynsk Foraar opus 42. Teksten er i tre strofer, hvor en forelsket mand drømmer om naboens pige med det usædvanlige navn Ilsebil, og har altså ligesom Nielsens sang Min pige er så lys som rav en kvindeskikkelse som hovedmotiv. Melodien er fra 1921.
Musikeren Peter Bastian har kaldt kompositionen "Carl Nielsens vidunderlige melodi",
mens Jørgen I. Jensen identificerede hvad han kaldte Nielsens "faldende motiv" i melodien og omtalte den som "den fineste danske tone".
Med Nielsens "faldende motiv" mener Jensen en melodisk nedgang fra kvinten til grundtonen,
i sangen fundet i begyndelse hvor kvinten som den første tone ("den") falder til grundtonens bes ved ordet "lys".
Det faldende motiv genfindes i slutningen ("med sam-me var-me sind").
Melodien er sædvanligvis noteret i B♭-dur (H-dur) og har en rækkevidde på fra B♭ til d.
Det er dog en transponering nedad da Carl Nielsens oprindelige toneart er E-dur.
Som en del af sit store arbejde med oversættelsen af Højskolesangbogens danske sange til engelsk har Arne Pedersen også oversat Den milde Dag er lys og lang.

## Udbredelse og indspilninger
Sangen blev som en del af Fynsk Foraar førsteopført i Odense Kvæghal i 1922 til det 3die Landssangstævne den 8. juli under ledelse af Georg Høeberg. I Landstævnet medvirkede cirka 1.000 korister og musikere, men ikke alle sang dog Fynsk Foraar.
Flere danske tenorer har indspillet sangen: Aksel Schiøtz, Tonny Landy, Kim von Binzer, Jan Lund og Mathias Hedegaard. Der findes en videooptagelse fra DR Koncerthuset med Carl Nielsen Kvintetten og Magnus Vigilius. Udenlandske tenorer har forsøgt sig med sangen, blandt andet Mark Padmore. Georg Metz anfører dog, at Fynsk Foraar "næsten er ukendt uden for landets grænser".
Sangen er at finde i en række kendte danske sangbøger, blandt andet Højskolesangbogen, "Sangbogen" fra Edition Wilhelm Hansen og "555 sange".
Som en del af Fynsk Foraar blev sangen stemt ind på en 42.-plads ved en afstemning om klassisk top 50 på DR P2 i 2013.

## Eksternt link
- Mathias Hedegaard synger.
- "Den milde dag // Morgensang med Phillip Faber & Klaus Tönshoff". DR via YouTube. 12. januar 2021.
- Link til Carl Nielsen Udgavens praktisk/videnskabelige digitale udgave: Carl Nielsens Kantater 1
- Den milde dag er lys og lang (i: Fynsk Foraar, Op.42): Forord og indledning på side xxvii; Trykte noder på side 157) Arkiveret 16. oktober 2014 hos  Wayback Machine